# Skal vi danse først?
Skal vi danse først? er en dansk film fra 1979.
- Manuskript Annette Olsen, Marie Louise Lauridsen og Katia Forbert Petersen.
- Instruktion Annette Olsen.

Blandt de medvirkende kan nævnes:
- Lene Gürtler
- Karen Berg
- Erik Wedersøe
- Kirsten Rolffes
- Frits Helmuth
- Hanne Uldal
- Claus Bue
- Rita Angela
- Birgit Brüel
- Flemming Dyjak
- Jørgen Beck
- Henning Jensen